# Chandolas
Chandolas település Franciaországban, Ardèche megyében. Lakosainak száma 545 fő (2022. január 1.). Chandolas Les Assions, Beaulieu, Berrias-et-Casteljau, Grospierres, Lablachère és Saint-Alban-Auriolles községekkel határos.

## Népesség
A település népességének változása:
| Lakosok száma | 411  | 383  | 366  | 426  | 487  | 499  | 506  | 523  | 535  | 545  |
|               | 1968 | 1982 | 1990 | 2006 | 2013 | 2015 | 2017 | 2019 | 2020 | 2022 |